# The Real Ghostbusters (videogioco)
The Real Ghostbusters è un videogioco arcade di tipo sparatutto a scorrimento tratto dalla serie animata The Real Ghostbusters, pubblicato nel 1987 dalla Data East. La versione giapponese dell'arcade è intitolata Meikyū Hunter G (迷宮ハンターG), traducibile "cacciatore di labirinti G", e non ha legami espliciti con il cartone animato. The Real Ghostbusters ebbe varie conversioni per computer pubblicate dalla Activision, nel 1988 per Amiga e Atari ST e nel 1989 per Amstrad CPC, Commodore 64 e ZX Spectrum.
Il The Real Ghostbusters che uscì per Game Boy è invece la versione nordamericana di Garfield Labyrinth e non è correlato.

## Modalità di gioco
Un giocatore o più giocatori in cooperazione simultanea controllano ciascuno un acchiappafantasmi, distinto dagli altri solo per il colore della tuta. Il gioco arcade esiste in versioni per due o per tre giocatori massimi in contemporanea, mentre tutte le conversioni per computer supportano fino a due giocatori. Ci sono 10 livelli, con ambientazioni sia edificate sia naturali, mantenuti anche nelle conversioni. La visuale è isometrica con scorrimento multidirezionale, prevalentemente verso l'alto. Sono presenti pareti e precipizi, con stretti passaggi o ponticelli, e sono spesso possibili più percorsi alternativi. Secondo alcune riviste dell'epoca la struttura generale ricorda quella di Alien Syndrome.
I nemici sono creature mostruose dall'aspetto molto variabile, che si muovono a terra oppure volano, alcune anche in grado di sparare. Se un acchiappafantasmi viene raggiunto o colpito perde subito una vita. I livelli hanno un tempo limitato e terminano sempre con uno o più boss che è necessario sconfiggere per aprire l'uscita. Sono presenti trappole letali, mentre i precipizi fanno soltanto da ostacoli e non è possibile cadere giù.
Gli acchiappafantasmi possono sparare in tutte le direzioni con raggi laser, che producono proiettili distinti e sono illimitati, oppure con gli zaini protonici, che producono un raggio continuo, ma hanno una propria riserva di energia limitata. Entrambe le armi sono efficaci contro i mostri, che una volta eliminati si trasformano nei classici fantasmi pallidi ed eterei. Questi fantasmi sono innocui e volano via, ma gli acchiappafantasmi li possono catturare con il raggio protonico e risucchiare direttamente nello zaino; al completamento di ogni livello si ottiene punteggio bonus in proporzione ai fantasmi catturati. Colpendo alcuni nemici o altri oggetti dello scenario è possibile che appaiano dei power-up: ricariche di energia del raggio protonico, potenziamenti dell'arma, invincibilità temporanea, o uno Slimer alleato che gira continuamente intorno all'acchiappafantasmi e colpisce i nemici che tocca.
Il tema musicale, anche in tutte le conversioni, è un adattamento di Ghostbusters, tema principale del cartone animato e dei film della saga.
La versione Meikyū Hunter G, oltre a non avere riferimenti alla saga di Ghostbusters, ha anche alcune differenze nella meccanica di gioco, ad esempio i power-up per le armi sono più variabili, con sei diversi attributi potenziabili separatamente, come gittata e velocità dei colpi.